# PrimeGrid
PrimeGrid é um projeto que utiliza a plataforma BOINC de computação distribuída. Possui dois objetivos: 
- Desenvolver aplicações para o BOINC na linguagem de programação PERL;
- Fatorar os números do RSA Factoring Challenge.

Apesar de já existir antes, o ganhou esse nome em 1 de Setembro de 2005. O segundo objetivo é questionável, visto ter declaradamente um benefício financeiro, apesar de servir para melhorar a criptografia usada em transações pela Internet, o que beneficiará a todos.